# Adaptation (luktsinne)
Adaptation av luktsinnet innebär att luktförnimmelsen av en viss koncentration av ett luktämne avtar med tiden beroende på kemoreceptorernas (luktsinnescellernas) avtagande känslighet och på grund av att hjärnan sorterar bort en del av luktintrycket. Redan några sekunder efter att vi börjar känna en lukt halveras luktförnimmelsen och efter någon minut uppfattar man bara en liten del av sitt första luktintryck.